# Inferno – Last in Live
Inferno – Last in Live – album koncertowy heavymetalowego zespołu Dio. Materiał został zarejestrowany podczas trasy koncertowej promującej album Angry Machines w latach 1996/97. Na albumie znalazło się również kilka kompozycji które Dio śpiewał z Black Sabbath i Rainbow.

## Lista utworów

### CD 1
1. "Intro"  – 1:36
2. "Jesus, Mary & the Holy Ghost" – 3:27
3. "Straight Through the Heart" – 5:48
4. "Don't Talk to Strangers" – 6:03
5. "Holy Diver" – 4:59
6. "Drum Solo" – 4:02
7. "Heaven and Hell" – 7:29
8. "Double Monday" – 3:18
9. "Stand up and Shout" – 4:08
10. "Hunter of the Heart" – 5:15

### CD 2
1. "Mistreated"/"Catch the Rainbow" – 10:11
2. "Guitar Solo"  – 3:39
3. "The  Last in Line" – 6:54
4. "Rainbow in the Dark" – 4:56
5. "The Mob Rules" – 3:37
6. "Man on the Silver Mountain" – 2:11
7. "Long Live Rock and Roll" – 4:14
8. "We Rock" – 5:40

#### Bonus track (Japońskie wydanie)
1. "After All the Dead" – 6:20
2. "I" – 5:26

## Twórcy
- Ronnie James Dio – śpiew
- Tracy G – gitara
- Larry Dennison – gitara basowa
- Scott Warren – keyboard
- Vinny Appice – perkusja